# Huperzia sutchueniana
Huperzia sutchueniana är en lummerväxtart som först beskrevs av Wilhelm Guillermo Gustav o Franz Francis Herter, och fick sitt nu gällande namn av Ren Chang Ching. Huperzia sutchueniana ingår i släktet lopplumrar, och familjen lummerväxter. Inga underarter finns listade i Catalogue of Life.